# Dračinka jižní
Dračinka jižní (Cordyline australis) je neopadavý listnatý strom dosahující přibližně 10–15 m výšky. Starší jedinci se často vyznačují vícekmenným až keřovitým tvarem. Patří mezi chladnomilné dračinky, které jsou schopné růst i ve volné krajině v subtropických oblastech.

## Vzhled – popis
Kůra se vyznačuje výraznou hnědou barvou, u letitých exemplářů může být i šedohnědá až šedivá. Borka je též typická výskytem mnoha velkých hranatých brázd.
Tento taxon může mít až 80 cm dlouhé listy. Jejich šířka je však mnohem menší. Pohybuje se jen kolem 5 cm. Listy tvoří korunku na horním konci kmene. Jsou tmavozelené (někdy i světlejší), pevné, tvrdé, čárkovité, vždy celistvé (u palem tomu tak není) a mírně kopinaté.
U mladších stromů se květy vůbec nevyskytují, pouze u statných (starších) stromů. Vyrůstají až na jednometrovém vřetenu. Na jeho konci se nacházejí v latách. Jsou bílé, každý obsahuje 6 tyčinek a semeník s 3 pouzdry. Květy bývají vidět od března do června.
Vícesemenné plody, které jsou v podzimním období již plně vyzrálé, se vyznačují kulatým tvarem. Tyto bobule jsou buď bělavé, nebo do modra. (obě barvy se na plodu nevyskytují – vždy zvlášť).

## Původní a dnešní rozšíření
Dračinku jižní v přírodě nalezneme na Novém Zélandu a to konkrétně kolem řek, potoků, podél okrajů lesů a na pasekách. V současnosti se běžně tento strom vysazuje ve Středozemí, v našich podmínkách nepřežije zimní období, proto se pěstuje pouze jako okrasná pokojová rostlina.

## Galerie

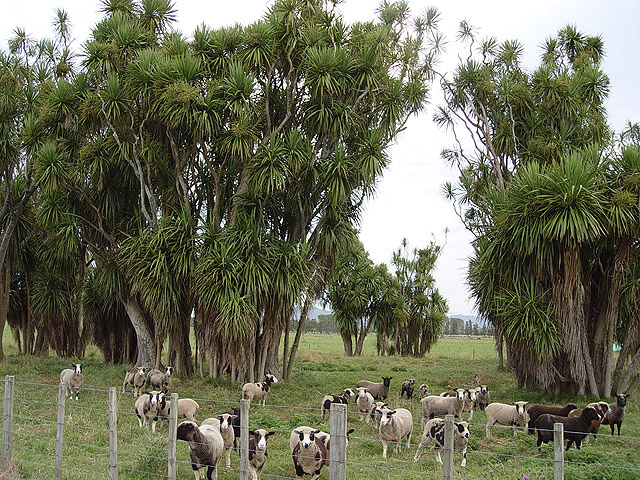
Staré stromy
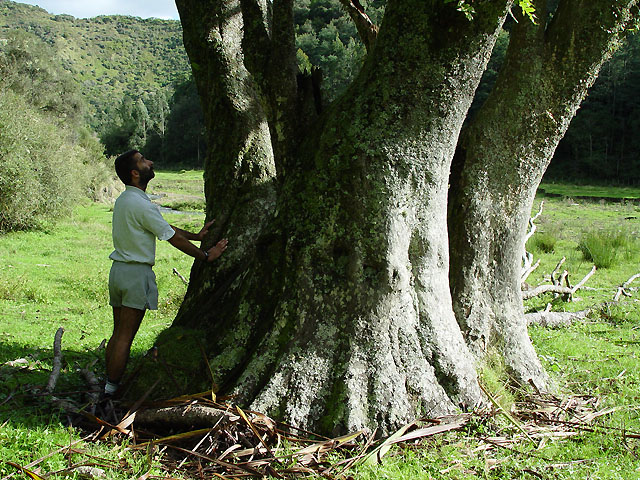
Kmen
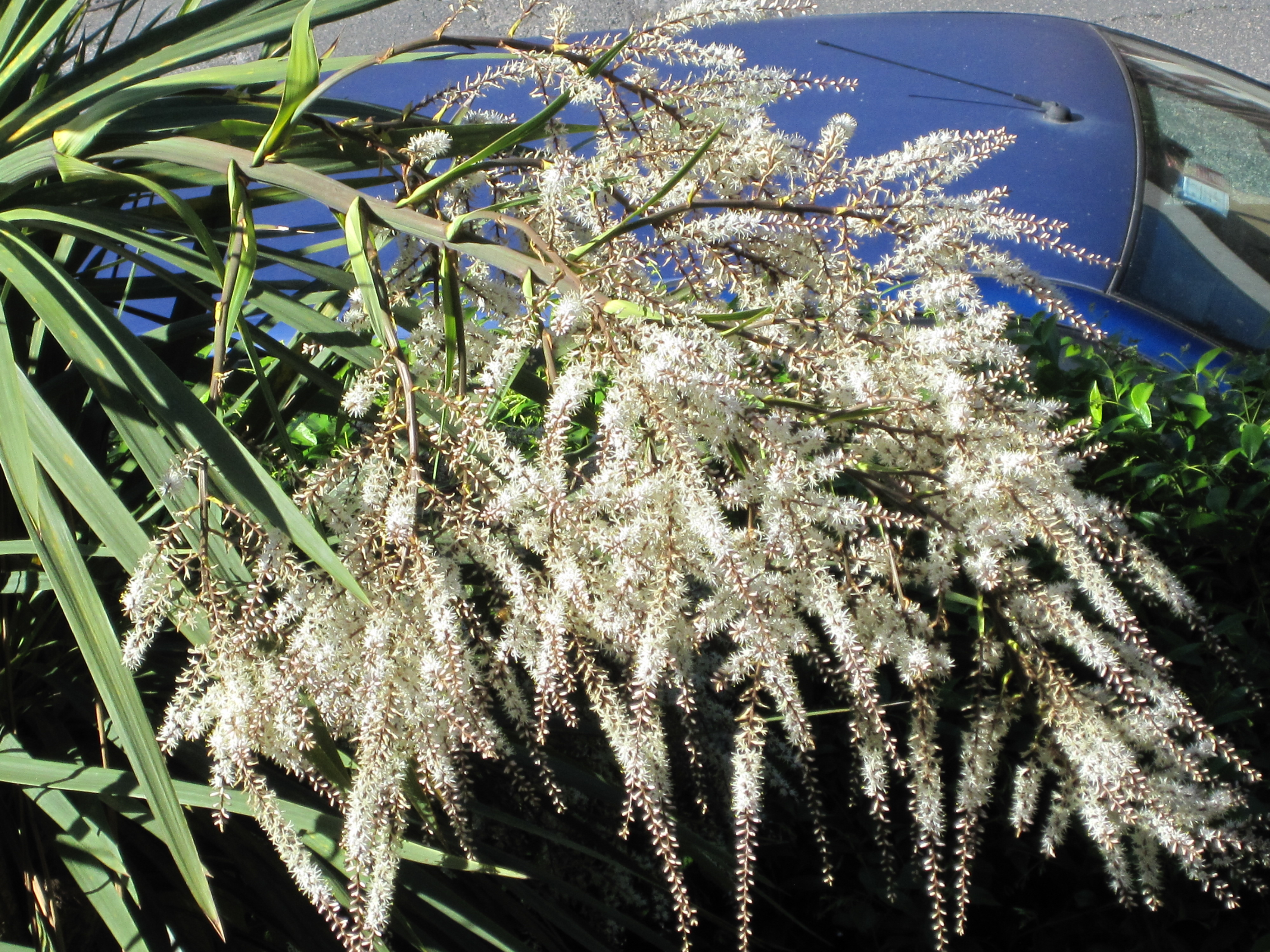
Květy
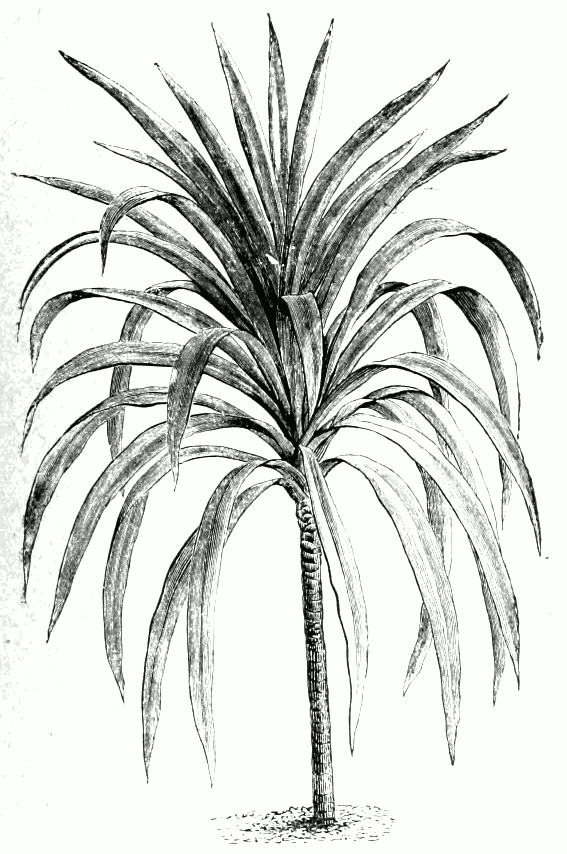
Stylizace